# سیارک ۳۹۱۲
سیارک ۳۹۱۲ (به انگلیسی: 3912 Troja، نامگذاری:1988SG) سه هزار و نهصد و دوازدهمین سیارک کشف شده‌است که در ۱۶ سپتامبر ۱۹۸۸ کشف شد.
قدر مطلق سیارک برابر ۱۳٫۱۰ است.